# 7140 Osaki
7140 Osaki (1994 EE1) là một tiểu hành tinh vành đai chính được phát hiện ngày 4 tháng 3 năm 1994 bởi T. Kobayashi ở Oizumi.